# Lijst van voetbalinterlands Georgië - Griekenland
Deze lijst van voetbalinterlands is een overzicht van alle officiële voetbalwedstrijden tussen de nationale teams van Georgië en Griekenland. De landen speelden tot op heden tien keer tegen elkaar. De eerste ontmoeting, een vriendschappelijke wedstrijd, werd gespeeld in Ioannina op 8 mei 1996. Het laatste duel, een kwalificatiewedstrijd voor het Europees kampioenschap voetbal 2024, vond plaats op 26 maart 2024 in Tbilisi.

## Wedstrijden
| №  | Plaats       | Datum            | Competitie           | Wedstrijd             | Uitslag |
| -- | ------------ | ---------------- | -------------------- | --------------------- | ------- |
| 1  | Ioannina     | 8 mei 1996       | Vriendschappelijk    | Griekenland – Georgië | 2 – 1   |
| 2  | Athene       | 14 oktober 1998  | EK 2000 kwalificatie | Griekenland – Georgië | 3 – 0   |
| 3  | Tbilisi      | 5 juni 1999      | EK 2000 kwalificatie | Georgië – Griekenland | 1 – 2   |
| 4  | Tbilisi      | 26 maart 2005    | WK 2006 kwalificatie | Georgië – Griekenland | 1 – 3   |
| 5  | Piraeus      | 12 oktober 2005  | WK 2006 kwalificatie | Griekenland – Georgië | 1 – 0   |
| 6  | Piraeus      | 3 september 2010 | EK 2012 kwalificatie | Griekenland – Georgië | 1 – 1   |
| 7  | Tbilisi      | 11 oktober 2011  | EK 2012 kwalificatie | Georgië – Griekenland | 1 – 2   |
| 8  | Thessaloniki | 31 maart 2021    | WK 2022 kwalificatie | Griekenland – Georgië | 1 – 1   |
| 9  | Batoemi      | 9 oktober 2021   | WK 2022 kwalificatie | Georgië − Griekenland | 0 − 2   |
| 10 | Tbilisi      | 26 maart 2024    | EK 2024 kwalificatie | Georgië – Griekenland | 0 – 0   |

## Samenvatting
| Competitie        | Totaal gespeeld | Winst Georgië | Gelijk | Winst Griekenland | Doelsaldo Georgië – Griekenland |
| ----------------- | --------------- | ------------- | ------ | ----------------- | ------------------------------- |
| WK-kwalificatie   | 4               | 0             | 1      | 3                 | 2 − 7                           |
| EK-kwalificatie   | 5               | 0             | 2      | 3                 | 3 − 8                           |
| Vriendschappelijk | 1               | 0             | 0      | 1                 | 1 − 2                           |
| Totaal            | 10              | 0             | 3      | 7                 | 6 − 17                          |

Wedstrijden bepaald door strafschoppen worden, in lijn met de FIFA, als een gelijkspel gerekend.

## Details

### Eerste ontmoeting
| Griekenland                               | 2 – 1 | Georgië                 |
| Demis Nikolaidis 58' Demis Nikolaidis 87' | goals | 15' Gotsja Gogritsjiani |

### Tweede ontmoeting
| Griekenland                                                     | 3 – 0 | Georgië |
| Nikos Machlas 12' Nikos Lyberopoulos 15' Marinos Ouzounidis 36' | goals |         |

### Derde ontmoeting
| Georgië              | 1 – 2 | Griekenland                              |
| Temoeri Ketsbaia 55' | goals | 85' Nikos Mavrogenidis 89' Nikos Machlas |

### Vierde ontmoeting
| Georgië              | 1 – 3 | Griekenland                                                     |
| Malchaz Asatiani 22' | goals | 43' Michalis Kapsis 44' Zisis Vryzas 53' Stelios Giannakopoulos |

### Vijfde ontmoeting
| Griekenland                | 1 – 0 | Georgië |
| Dimitrios Papadopoulos 17' | goals |         |

### Zesde ontmoeting
| Griekenland           | 1 – 1 | Georgië                 |
| Nikos Spiropoulos 72' | goals | 3' Vladimir Dvalisjvili |

### Zevende ontmoeting
| Georgië              | 1 – 2 | Griekenland                                 |
| David Targamadze 19' | goals | 79' Georgios Fotakis 84' Angelos Charisteas |

GFF · A-internationals · Bondscoaches · Statistieken · Georgisch vrouwenelftal · Georgië U21 · Georgië U20 · Georgië U19 · Georgië U18 · Georgië U17 · Georgië U16
1990 – 1999 ·
2000 – 2009 ·
2010 – 2019 ·
2020 − 2029
1990 · 
1991 · 
1992 · 
1993 · 
1994 · 
1995 · 
1996 · 
1997 · 
1998 · 
1999 · 
2000 · 
2001 · 
2002 · 
2003 · 
2004 · 
2005 · 
2006 · 
2007 · 
2008 · 
2009 · 
2010 · 
2011 · 
2012 · 
2013 · 
2014 · 
2015 ·
2016 ·
2017 ·
2018 ·
2019 ·
2020 ·
2021 ·
2022 ·
2023 ·
2024
Albanië ·
Andorra ·
Armenië ·
Azerbeidzjan ·
Bosnië en Herzegovina ·
Bulgarije ·
Cyprus ·
Denemarken ·
Duitsland ·
Egypte ·
Engeland ·
Estland ·
Faeröer ·
Finland ·
Frankrijk ·
Gibraltar ·
Griekenland ·
Hongarije ·
Ierland ·
IJsland ·
Iran ·
Israël ·
Italië ·
Jordanië ·
Kameroen ·
Kazachstan ·
Kosovo ·
Kroatië ·
Letland ·
Libanon ·
Liechtenstein ·
Litouwen ·
Luxemburg ·
Malta ·
Marokko ·
Moldavië ·
Mongolië ·
Montenegro · 
Nederland ·
Nieuw-Zeeland ·
Nigeria ·
Noord-Ierland ·
Noord-Macedonië ·
Noorwegen ·
Oekraïne ·
Oezbekistan ·
Oostenrijk ·
Paraguay ·
Polen ·
Portugal ·
Qatar ·
Roemenië ·
Rusland ·
Saint Kitts en Nevis ·
Saoedi-Arabië ·
Schotland ·
Servië ·
Slovenië ·
Slowakije ·
Spanje ·
Thailand ·
Tsjechië ·
Tunesië ·
Turkije ·
Uruguay ·
Verenigde Arabische Emiraten ·
Wales ·
Wit-Rusland ·
Zuid-Afrika ·
Zuid-Korea ·
Zweden ·
Zwitserland
EPO · A-internationals · Bondscoaches · Selecties · Grieks vrouwenelftal · Olympisch elftal · Griekenland U21 · Griekenland U20 · Griekenland U19 · Griekenland U18 · Griekenland U17 · Griekenland U16
1920 – 1929 ·
1930 – 1939 ·
1940 – 1949 ·
1950 – 1959 ·
1960 – 1969 ·
1970 – 1979 ·
1980 – 1989 ·
1990 – 1999 ·
2000 – 2009 ·
2010 – 2019 ·
2020 − 2029
EK 1980 · 
EK 2004 · 
EK 2008 · 
EK 2012
WK 1994 · 
WK 2010 · 
WK 2014
OS 1920 · 
OS 1952 · 
OS 2004
1920 · 
1921–1928 · 
1929 · 
1930 · 
1931 · 
1932 · 
1933 · 
1934 · 
1935 · 
1936 · 
1937 · 
1938 · 
1939–1947 · 
1948 · 
1949 · 
1950 · 
1952 · 
1952 · 
1953 · 
1954 · 
1955 · 
1956 · 
1957 · 
1958 · 
1959 · 
1960 · 
1961 · 
1962 · 
1963 · 
1964 · 
1965 · 
1966 · 
1967 · 
1968 · 
1969 · 
1970 · 
1971 · 
1972 · 
1973 · 
1974 · 
1975 · 
1976 · 
1977 · 
1978 · 
1979 · 
1980 · 
1981 · 
1982 · 
1983 · 
1984 · 
1985 · 
1986 · 
1987 · 
1988 · 
1989 · 
1990 · 
1991 ·
1992 · 
1993 · 
1994 · 
1995 · 
1996 · 
1997 · 
1998 · 
1999 · 
2000 · 
2001 · 
2002 · 
2003 · 
2004 · 
2005 · 
2006 · 
2007 · 
2008 · 
2009 · 
2010 · 
2011 · 
2012 · 
2013 · 
2014 · 
2015 · 
2016 · 
2017 · 
2018 ·
2019 ·
2020 ·
2021 ·
2022 ·
2023
Albanië ·
Argentinië ·
Armenië ·
Australië ·
België ·
Bolivia ·
Bosnië en Herzegovina ·
Brazilië ·
Bulgarije ·
Canada ·
Chili ·
Colombia ·
Costa Rica ·
Cyprus ·
Denemarken ·
DDR · 
Duitsland ·
Ecuador · 
Egypte ·
El Salvador ·
Engeland ·
Estland ·
Ethiopië ·
Faeröer ·
Finland ·
Frankrijk ·
Georgië ·
Ghana ·
Gibraltar ·
Honduras ·
Hongarije ·
Ierland ·
IJsland ·
Israël ·
Italië ·
Ivoorkust ·
Japan ·
Joegoslavië ·
Kameroen ·
Kazachstan ·
Kosovo ·
Kroatië ·
Letland ·
Libië ·
Liechtenstein ·
Litouwen ·
Luxemburg ·
Malta ·
Marokko ·
Mexico ·
Moldavië ·
Montenegro ·
Nederland ·
Nieuw-Zeeland ·
Nigeria ·
Noord-Ierland ·
Noord-Korea · 
Noorwegen ·
Oekraïne ·
Oostenrijk ·
Palestina ·
Paraguay · 
Polen ·
Portugal ·
Qatar ·
Roemenië ·
Rusland ·
San Marino ·
Saoedi-Arabië · 
Schotland ·
Senegal · 
Servië · 
Slovenië ·
Slowakije ·
Sovjet-Unie ·
Spanje ·
Syrië ·
Tsjechië ·
Tsjecho-Slowakije ·
Turkije ·
Verenigde Staten ·
Wales ·
Wit-Rusland · 
Zuid-Korea ·
Zweden ·
Zwitserland
Colombia (2014) · 
Costa Rica (2014) · 
Duitsland (2012) · 
Ivoorkust (2014) · 
Japan (2014) ·
Polen (2012) ·
Portugal (2004, 2) · 
Rusland (2008) ·
Rusland (2012) ·
Spanje (2008) ·
Tsjechië (2012) ·
Zuid-Korea (2010) ·
Zweden (2008)